# Tenebrismus

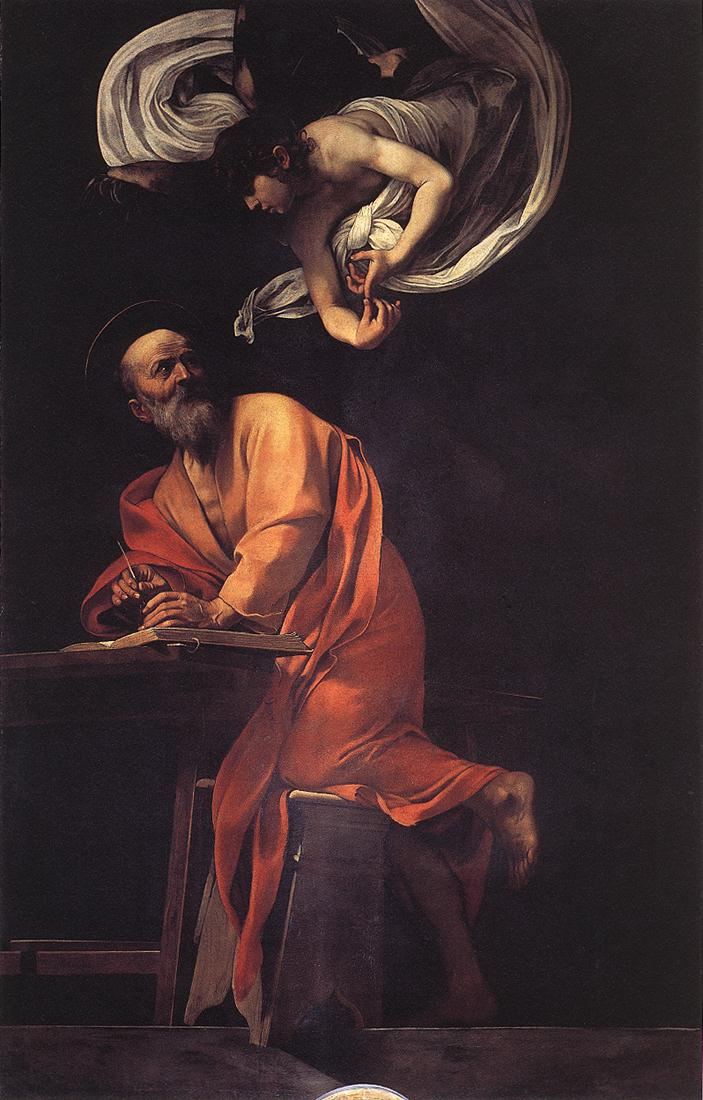
Caravaggio: Der heilige Matthäus und der Engel, 1602, Öl auf Leinwand, 292 × 186 cm, San Luigi dei Francesi, Rom

Tenebrismus ist ein Begriff aus der Malerei, der sich von italienisch oder spanisch tenebroso, „finster, dunkel“ ableitet. Gemeint ist eine kräftige, besonders kontrastierende Form der Helldunkelmalerei (Chiaroscuro), bei der sich Figuren und/oder Gegenstände vor einem sehr dunklen oder schwarzen Hintergrund hell(er) abheben. Tragende Farben sind dabei Schwarz- sowie in den Schattenpartien Braun-, Grau- und Olivtöne, die die natürlichen Farben aufheben, während im Lichterteil, den hellen Partien des Gemäldes, die natürlichen Farben mit einbezogen werden. Nicht selten werden auch besondere Lichteffekte, z. B. die Flamme einer Kerze, dargestellt.
Der Tenebrismus wurde nicht nur für düstere, schreckliche oder unheimliche Themen verwendet, sondern gibt insbesondere religiösen Darstellungen oft etwas Geheimnisvolles, Intimes und Mystisches. Auch eine immanente Symbolik von Licht (im Sinne von gut, heilig) und Finsternis (im Sinne von sündig, böse) ist vor allem bei christlichen Darstellungen möglich und oft wahrscheinlich.
In der Literatur wird der Begriff manchmal sehr eng definiert und zum Beispiel auf Stilrichtungen der spanischen und italienischen Malerei des Barock oder gar nur des 17. Jahrhunderts angewandt, was jedoch zu kurz greift. Starke Gemeinsamkeiten und begriffliche Überschneidungen bestehen zum sogenannten Nachtstück.

## Geschichte

### Ursprünge im 15. und 16. Jahrhundert
Nachtszenen vor dunklem Hintergrund waren bereits im 15. Jahrhundert in der altniederländischen und italienischen Malerei bekannt, besonders bei Darstellungen der nächtlichen Geburt Jesu, seiner Gefangennahme oder der Kreuzigung Jesu.
Mit der Einführung der Ölmalerei im 15. Jahrhundert wurden auch bei Porträts und anderen Darstellungen Figuren aus einem dunklen Hintergrund herausgearbeitet, wobei die Körper malerisch kunstvoll wie mit Licht und Schatten modelliert wurden. Eine Vorreiterrolle hatten dabei besonders Leonardo da Vinci und der venezianische Maler Giorgione, die als besondere, neue Art des Chiaroscuro ein weiches Sfumato verwendeten, dabei „verschmelzen Gestalten mit der sie umgebenden Dunkelheit und treten aus ihr hervor“.
Es ist bekannt, dass das Kolorit der Hauptmeister der venezianischen Malerei sich etwa im letzten Drittel des 16. Jahrhunderts insgesamt verdunkelte. Ausgesprochen dunkle Gemälde schufen je nach Thematik namentlich Tizian – in vielen Porträts und in verschiedenen Werken seiner Spätphase –, Jacopo Tintoretto, Veronese (im Spätwerk), aber auch El Greco in Spanien oder Federico Barocci aus Urbino, allerdings ohne dass dies in der Literatur unbedingt als „tenebristisch“ definiert würde.

Ursprünge im 15. und 16. Jahrhundert
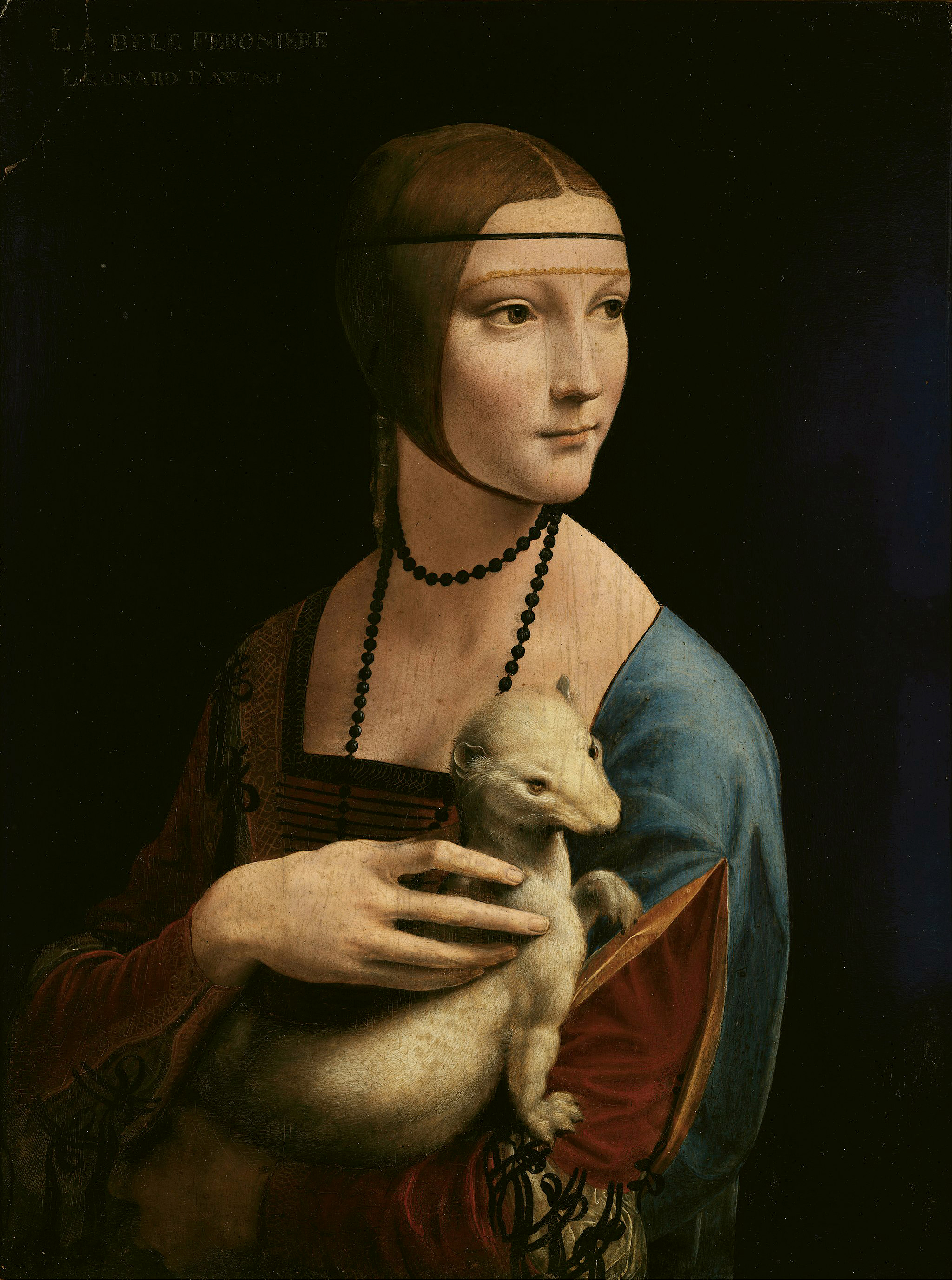
Leonardo da Vinci: Dame mit dem Hermelin, um 1490, Nationalmuseum, Krakau
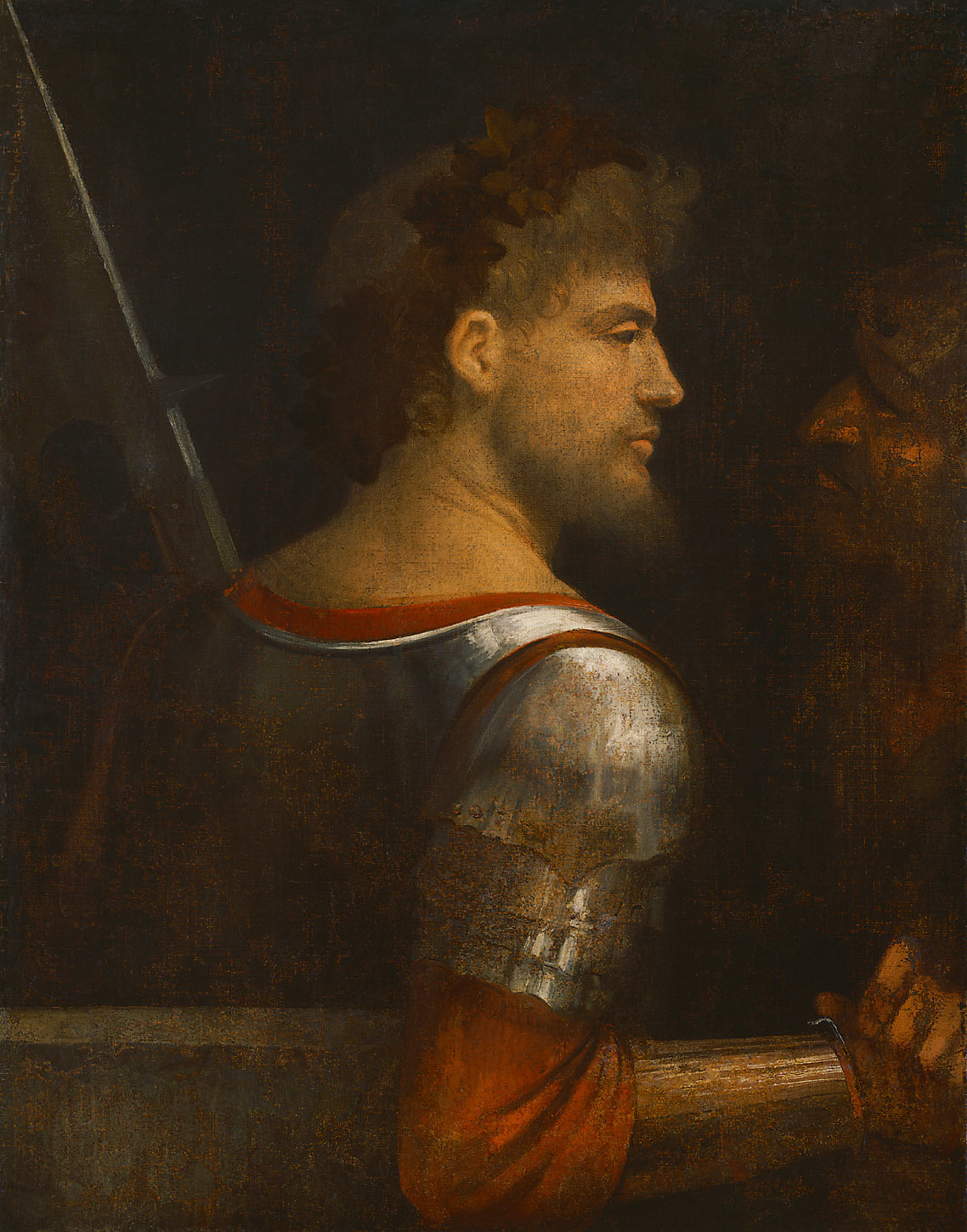
Giorgione: Krieger, um 1505, Öl auf Leinwand, 72,0 × 56,5 cm, Kunsthistorisches Museum, Wien
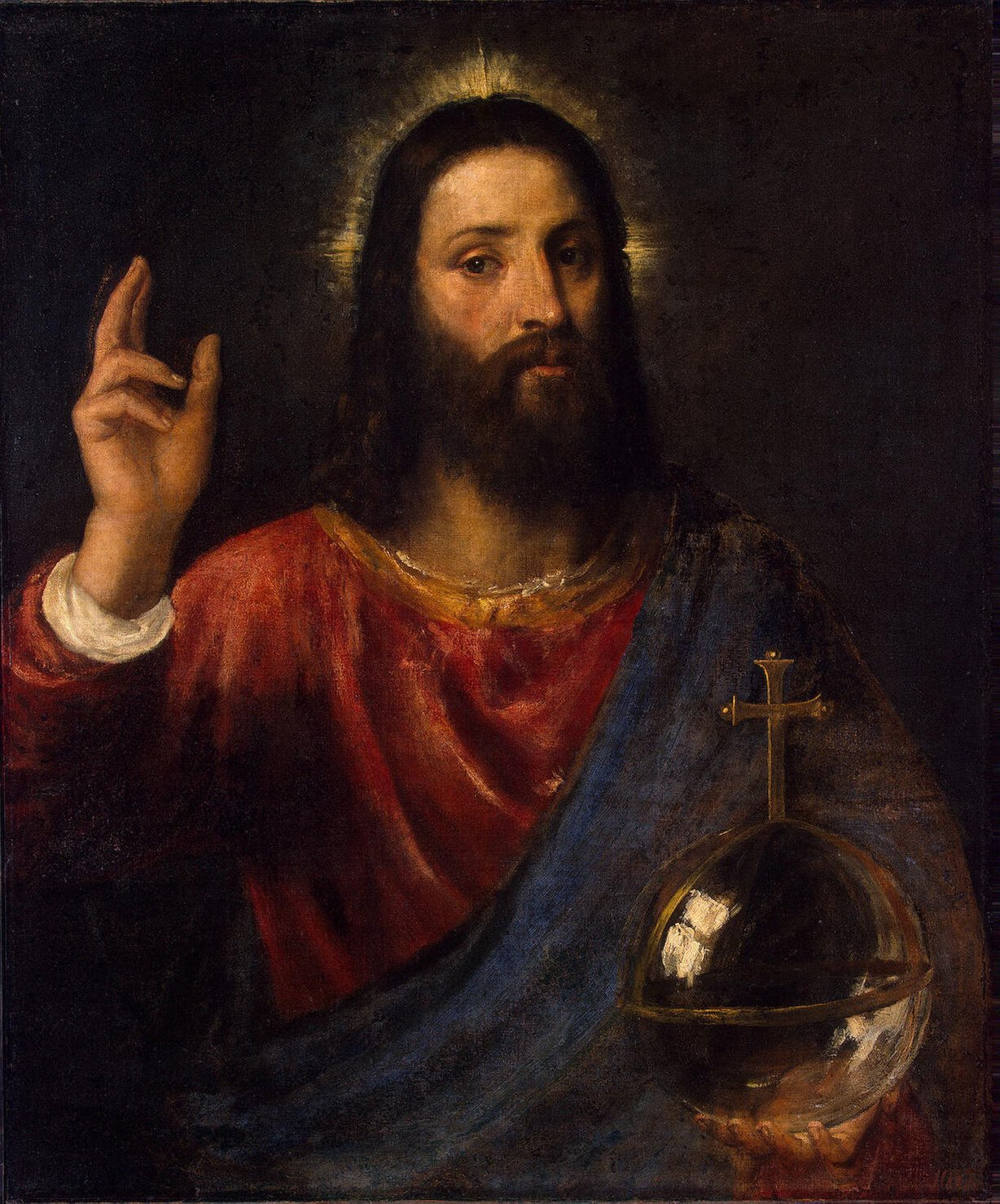
Tizian: Salvator Mundi, um 1570, Öl auf Leinwand, 96 × 80 cm, Eremitage, Sankt Petersburg
El Greco: Junge mit Kerze, um 1570–1575, Museo di Capodimonte, Neapel
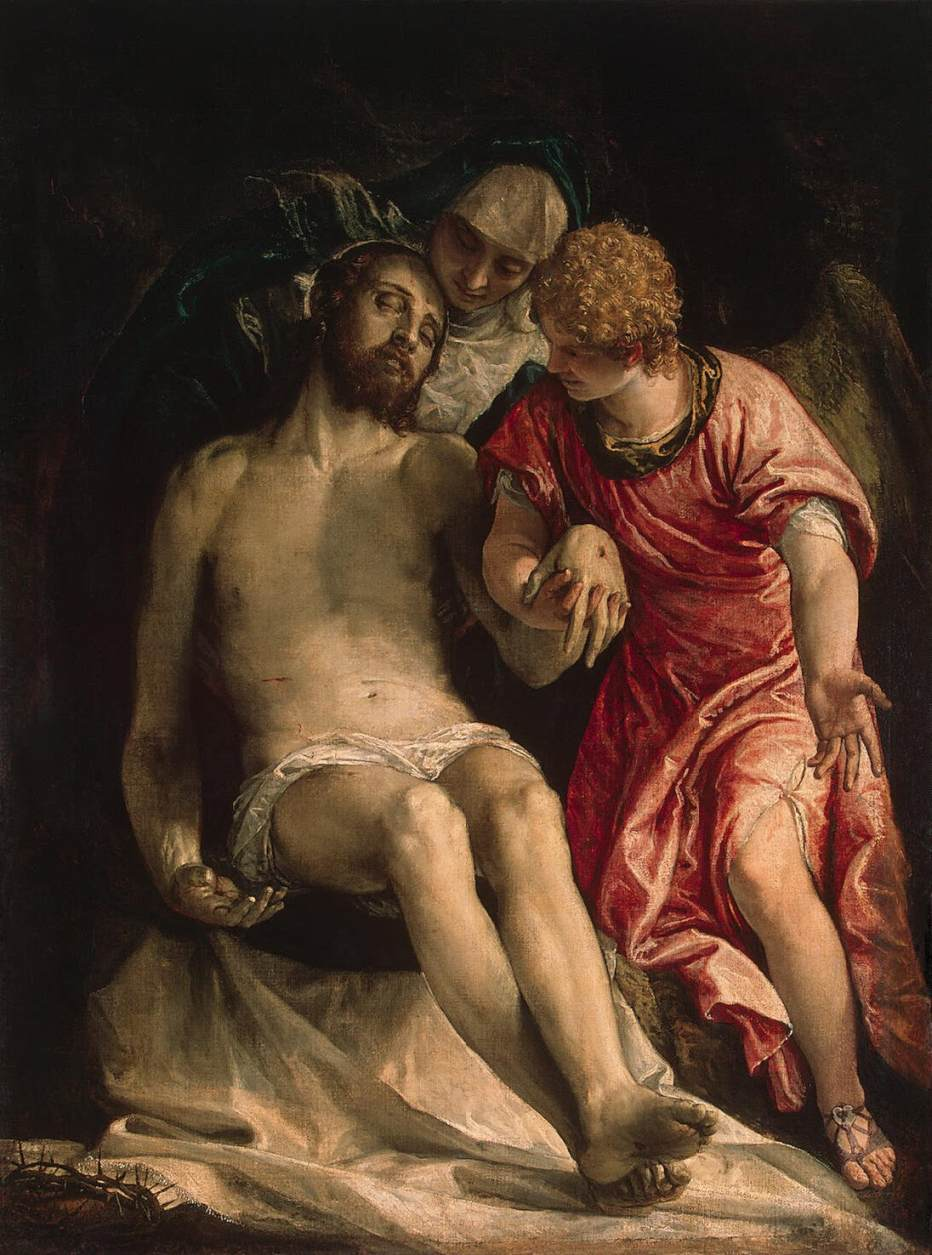
Paolo Veronese: Pietà, 1581, Öl auf Leinwand, 147,0 × 111,5 cm, Eremitage, Sankt Petersburg
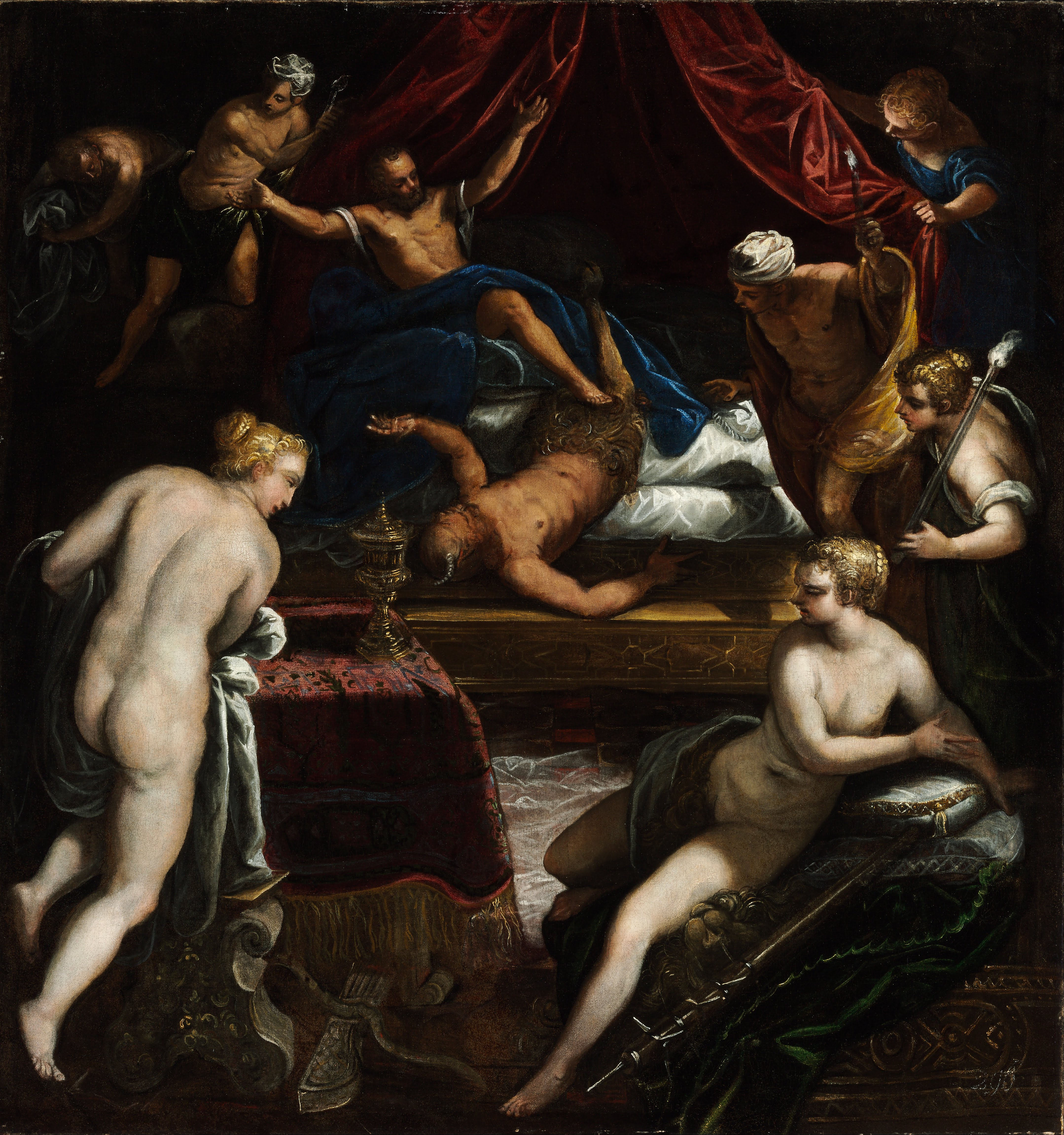
Jacopo Tintoretto: Herkules wirft einen Faun aus Omphales Bett, ca. 1585, Öl auf Leinwand, 112 × 106 cm, Szépművészeti Múzeum, Budapest
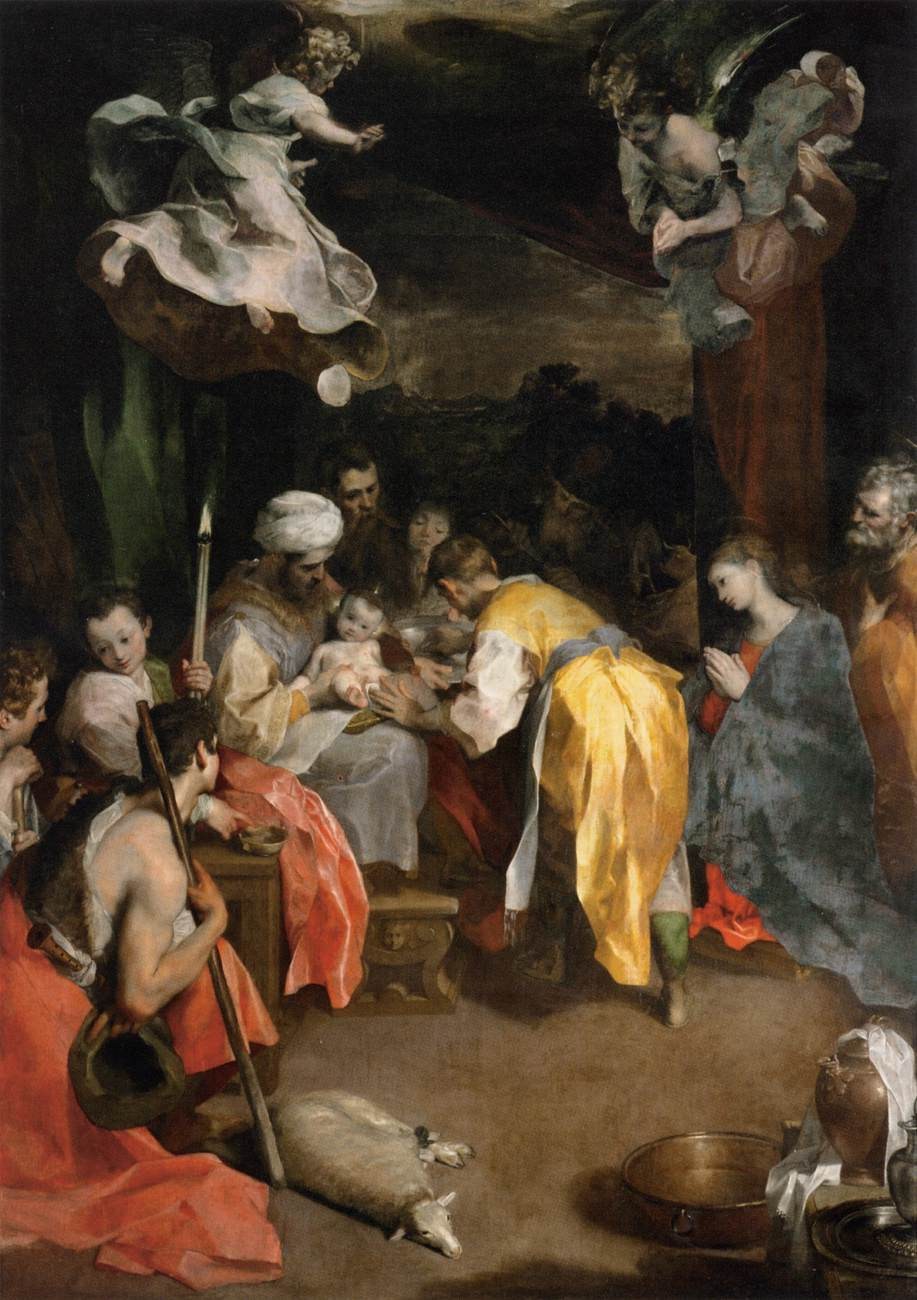
Federigo Barocci: Die Circumcision, 1590, Öl auf Leinwand, 374 × 252 cm, Louvre, Paris

### 17. Jahrhundert: Naturalistischer Tenebrismus im Barock
Heutzutage wird oft Michelangelo da Caravaggio als Erfinder oder Begründer des Tenebrismus angesehen, was wie gesagt maltechnisch gesehen falsch ist. Bezeichnenderweise verglich bereits Federico Zuccari den tenebristischen Stil von Caravaggios erstem öffentlichem Werk, dem dreiteiligen Matthäus-Zyklus (1600–1602) in der Contarelli-Kapelle von San Luigi dei Francesi (siehe Abb. oben), mit Giorgione. Caravaggio verwendete erst in einer zweiten Stilphase ab etwa 1600 völlig finstere Hintergründe. Er setzte dabei nicht mehr weiches Sfumato ein, sondern hartes, gerichtetes Licht, um die Figuren klar und scharf und mit dramatischem Effekt aus der Umgebung herauszuheben, und somit innere und äußere Spannungen gesteigert zum Ausdruck zu bringen. Caravaggios Tenebrismus bezieht seine besondere Wirkung aus einem krassen, geradezu erbarmungslosen Naturalismus, bei dem es nicht um die Darstellung von Schönheit ging, sondern einzig um eine möglichst naturgetreue, ungeschminkte Darstellung einer traurigen, tragischen und oft brutalen Realität, mit Menschen, denen man ihre Armut, ihr Alter oder ihre schmutzigen Füße (!) ansieht und Ähnlichem. Dabei werden auch Heilige wie Figuren aus dem Volk dargestellt und gewissermaßen „profaniert“. Die Figuren sind außerdem in relativer Nahsicht dargestellt, abgesehen von großen Altarbildern meist als Halbfigur. Auffällig ist im Vergleich zu den meisten dunklen Bildern älterer Maler (Ausnahme sind vor allem Porträts), dass nicht mehr unbedingt ein klarer inhaltlich-thematischer Grund für eine düstere Darstellung vorliegen muss (etwa Nacht, finsterer Kerker, Hölle o. ä.), wodurch die Finsternis zu einem allgemeinen Stilmittel wird.
Dieser Tenebroso-Stil verbreitete sich von Rom aus in den ersten Jahrzehnten des 17. Jahrhunderts und wurde zu einer als Caravaggismus bezeichneten Stilrichtung oder regelrechten Mode in der europäischen Malerei des Frühbarock.
Ein besonders einflussreicher und eigenständiger Vertreter eines naturalistischen Tenebrismus war der in Neapel lebende und auf die dortige Malerei einwirkende spanische Maler Jusepe de Ribera (1591–1652), der unter anderem für eine Reihe realistischer, und somit „brutaler“ Darstellungen von Martyrien bekannt ist. Diese ziemlich enge Sicht seines Werks – und in Folge auch der spanischen Malerei –, sowie die Nichtbeachtung von Caravaggio und des gesamten Caravaggismus, führten im 19. Jahrhundert zu der falschen Vorstellung, dass „tenebrismo“ ein typisch spanisches Phänomen sei und mit dramatisch und geradezu sadistisch gemalten grausamen Themen von Gewalt und Marter einherginge, die im völligen Gegensatz zu einem durch die Antike, Raffael und Reni definierten klassischen und harmonischen Ebenmaß der italienischen Kunst stünde.

Die spanische Richtung des Tenebrismus von Malern wie Francisco Ribalta (1565–1628), Zurbarán (1598–1664) oder dem jungen Velázquez (1599–1660) ist jedoch eine relativ eigenständige Entwicklung, trotz eines gewissen Einflusses durch Caravaggio und den selber caravaggesk beeinflussten Ribera. In Spanien nahm der Tenebrismus besonders mystische, teilweise asketisch wirkende Züge an; bei der Darstellung von Visionen diente die Dunkelheit oft als Folie für überirdische Lichterscheinungen, was es zwar zuvor auch gab, aber nicht bei Caravaggio, dessen Lichtquellen immer real und irdisch wirken.
Außerhalb Italiens hatte der frühbarocke Tenebrismus in der Caravaggio-Nachfolge besonderen Erfolg bei französischen Malern, wie Simon Vouet und Valentin de Boulogne, und in den Niederlanden, wohin er ursprünglich durch Künstler importiert wurde, die selber vor Ort in Rom studiert hatten. Darunter befanden sich Hendrick Terbrugghen (1588–1629), Gerard van Honthorst (1592–1656) und Dirck van Baburen (1595–1624), die die Strömung der Utrechter Caravaggisten begründeten und in ihren tenebristischen Genreszenen voller virtuoser Lichteffekte und mit lachenden und trinkenden Menschen einen ganz anderen, humorvollen Ton anschlagen, aber oft mit moralisierendem Hintergedanken.
Ähnliche nächtliche Lichteffekte wie die Holländer, bevorzugt mit einer einzelnen Kerze und mit besonders inniger, mystischer Wirkung, erreichte der heute wohl bekannteste französische Tenebrist Georges de La Tour aus Lothringen, der in seiner Reifezeit zu einer formalen Vereinfachung tendierte. Ähnliches gilt für den flämischen Künstler Adam de Coster, der wegen seiner Vorliebe für tenebristische Szenen den Beinamen Pictor Noctium („Maler der Nächte“) erhielt.
Eine tenebristische Modewelle gelangte um 1655–1660, also relativ spät, wahrscheinlich durch die beiden Ribera-Nachfolger Luca Giordano (1634–1705) und vor allem durch den „Fürst der Finsteren“ Giovanni Battista Langetti (1635 (?)–1676) auch nach Venedig; zu den venezianischen „tenebrosi“ des Hochbarock gehörten zeitweise außerdem Antonio Zanchi (1631–1722) und der Bayer Johann Carl Loth (1632–1698). Es versteht sich fast von selbst, dass diese Künstler auch Anregungen aus der venezianischen Tradition aufnahmen, insbesondere von Tintoretto.

17. Jahrhundert: Naturalistischer Tenebrismus
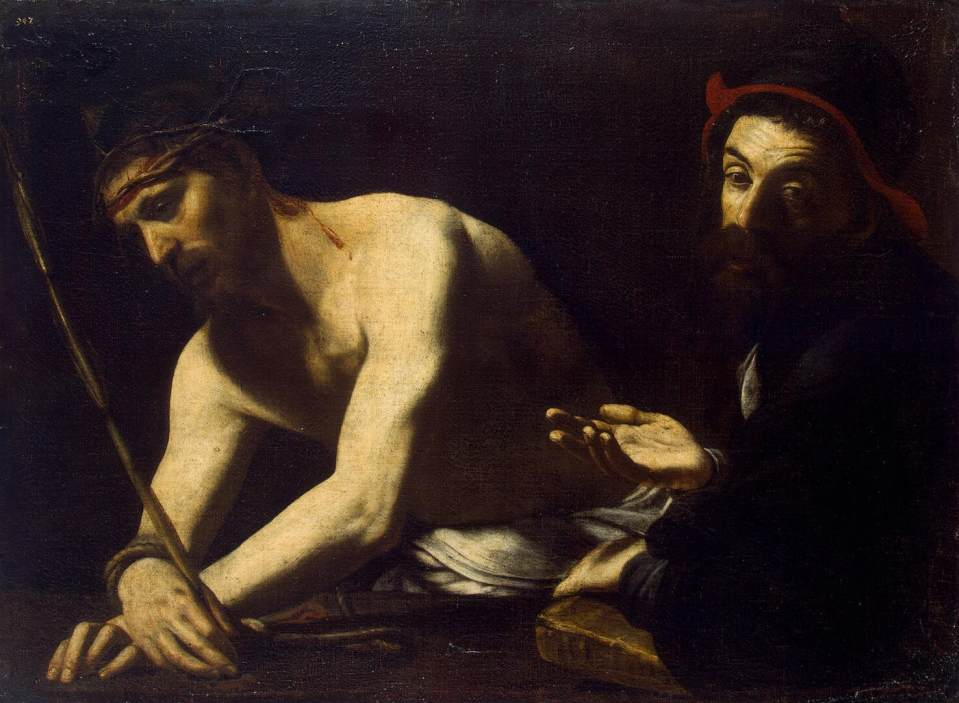
Battistello Caracciolo: Jesus und Kaiphas, 1611–1620, Öl auf Leinwand, 73 × 103 cm, Eremitage, Sankt Petersburg
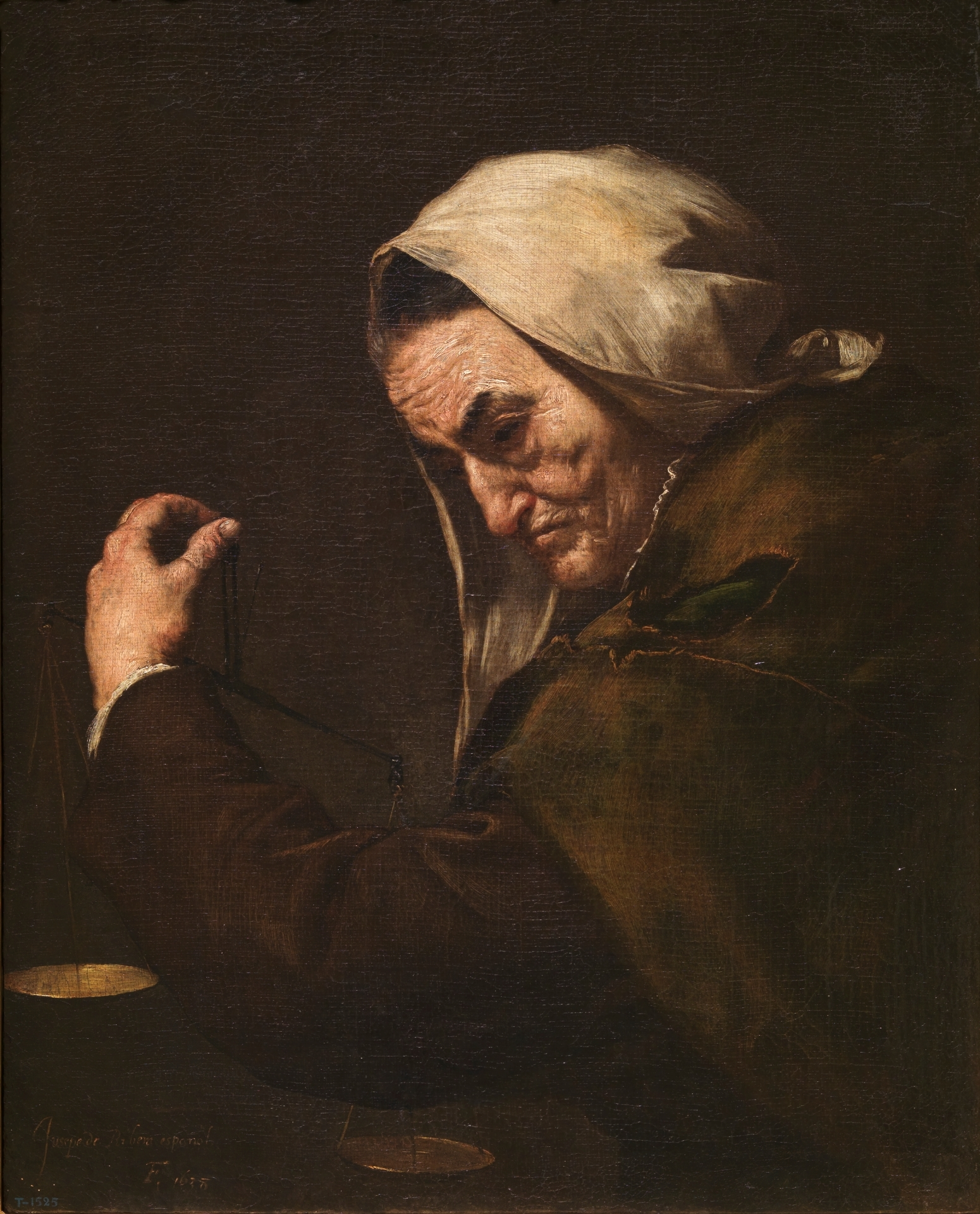
Jusepe de Ribera: Alte Wucherin, ca. 1638, Öl auf Leinwand, 76 × 62 cm, Prado, Madrid
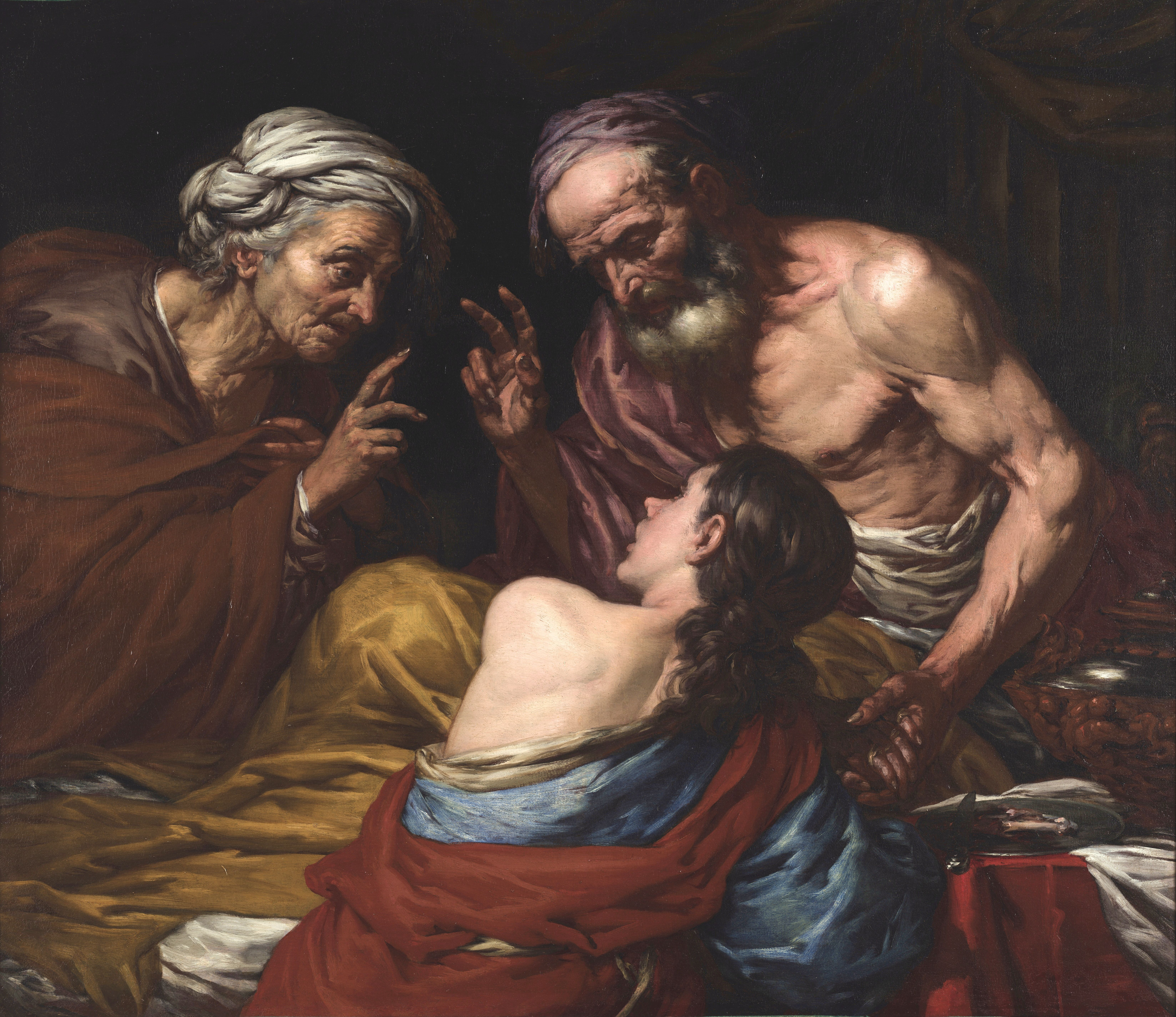
Giovanni Battista Langetti: Isaak segnet Jakob, 1660–1675, Öl auf Leinwand, 126 × 109 cm, Brukenthal-Museum, Sibiu/Hermannstadt (Rumänien)
Francisco de Zurbarán: Jesus und Maria zuhause in Nazareth, um 1640, Öl auf Leinwand, 165,0 × 218,2 cm, Cleveland Museum of Art
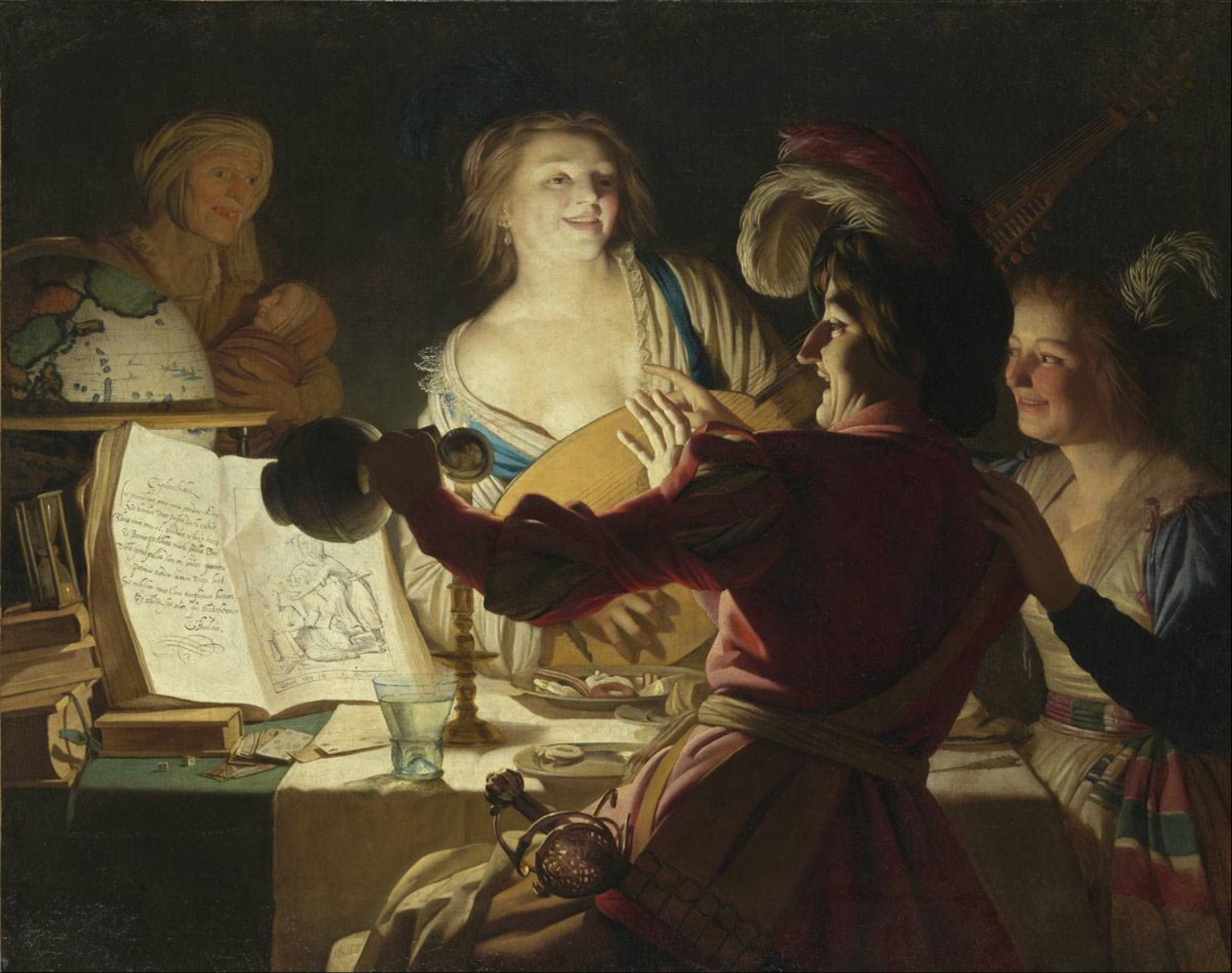
Gerrit van Honthorst: Fröhliche Gesellschaft, 1623, Öl auf Leinwand, 125 × 157 cm, Schloss Schleißheim, München
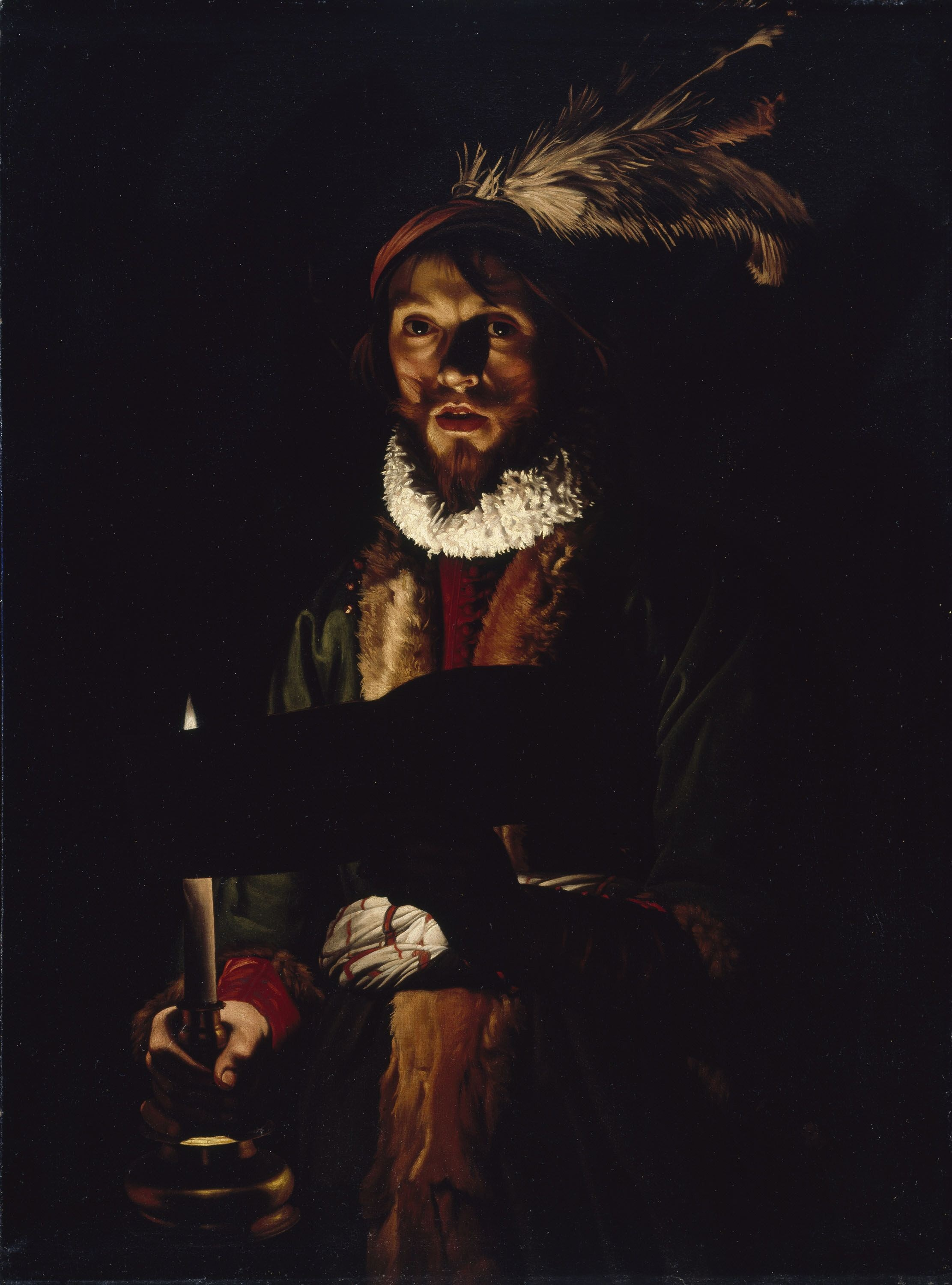
Adam de Coster: Ein Mann singt bei Kerzenlicht, 1625–35, Öl auf Leinwand, 134 × 94,9 cm, National Gallery of Ireland, Dublin
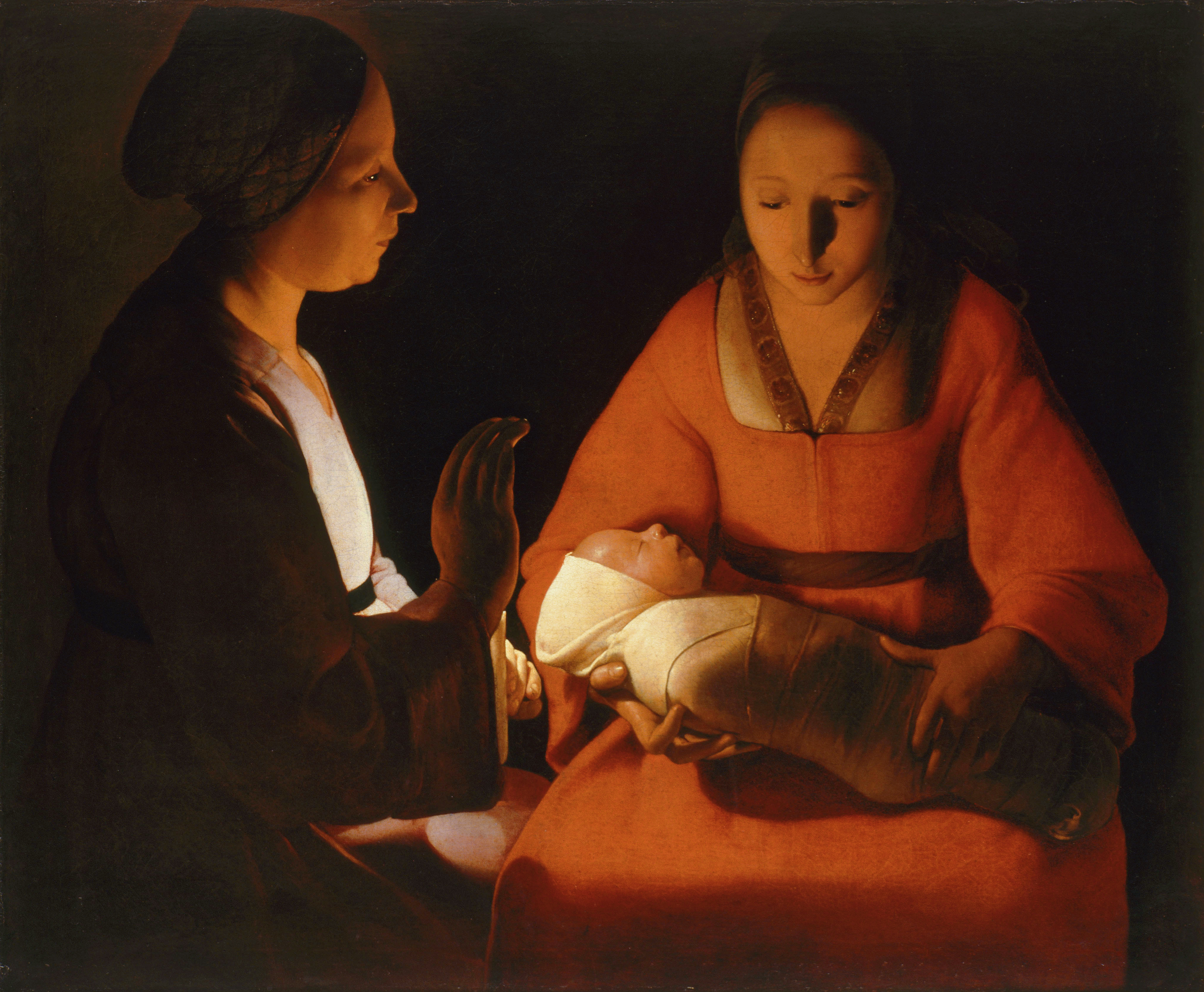
Georges de La Tour: Das Neugeborene, 1640er Jahre, 76 × 91 cm, Musée des Beaux-Arts, Rennes

### 17. und 18. Jahrhundert: Andere Strömungen
Verschiedene Maler im 17. und 18. Jahrhundert pflegten eine dunkle, tenebristische Malerei, die sie keineswegs mit dem für die Caravaggisten typischen Naturalismus kombinierten, sondern mit klassischen oder klassizistischen Schönheitsidealen, lieblicheren Figuren (nicht selten nach dem Vorbild von Correggio oder Raffael), oder auch mit neovenezianischen Einflüssen (nach Tizian u. a.) in der Malweise oder mit einem weichen Sfumato.
In Italien blieb unter anderem die zunächst stark caravaggistisch beeinflusste neapolitanische Malerei lange tenebristisch, verband dies aber spätestens ab etwa 1630 mit eleganten Figuren und eher lyrischen Stimmungen unter anderem in der Malerei von Massimo Stanzione (um 1590–1656), Andrea Vaccaro (1600–1670) und später bei Mattia Preti (1613–1699) und dem jungen Luca Giordano (1634–1705).
Beispiele für einen lieblicheren Tenebrismus findet man auch in der Mailänder Malerei bei Giulio Cesare Procaccini (1574–1625), Giovanni Battista Crespi (gen. Cerano; 1573–1632) und Carlo Francesco Nuvolone (1608–1661); in der Genueser Schule bei Bartolomeo Guidobono (1654–1709); in der Bologneser Schule bei Giuseppe Maria Crespi (1665–1747).
Ähnliches gilt in Spanien für Murillo (1618–1682) und auch in den Niederlanden für den sehr eigenständigen Rembrandt (1606–1669). Diese beiden Maler sind bei ganz verschiedenen Ausdrucksmitteln und stilistisch großen Unterschieden für einen Hang zu einer besonders innigen Mystik bekannt.

Einen weichen Tenebrismus mit malerischen Mitteln, die etwas an Correggio erinnern, pflegte auch der Flame Jacques de l’Ange, der hauptsächlich in Italien tätig war.
Noch im 18. Jahrhundert pflegten die Venezianer Giambattista Piazzetta (1682–1754) – bekannt als „Venedigs größter Tenebrist“ – und Giulia Lama (1681–1747), sowie in Österreich der Kremser Schmidt (1718–1801), eine Tenebroso-Malerei, die nicht direkt mit einem caravaggesken Einfluss in Verbindung gebracht werden kann. Unverkennbares Vorbild des vor allem in dunklen Brauntönen arbeitenden Kremser Schmidt war neben den Venezianern vielmehr Rembrandt.

17. und 18. Jahrhundert: Lyrischer Tenebrismus
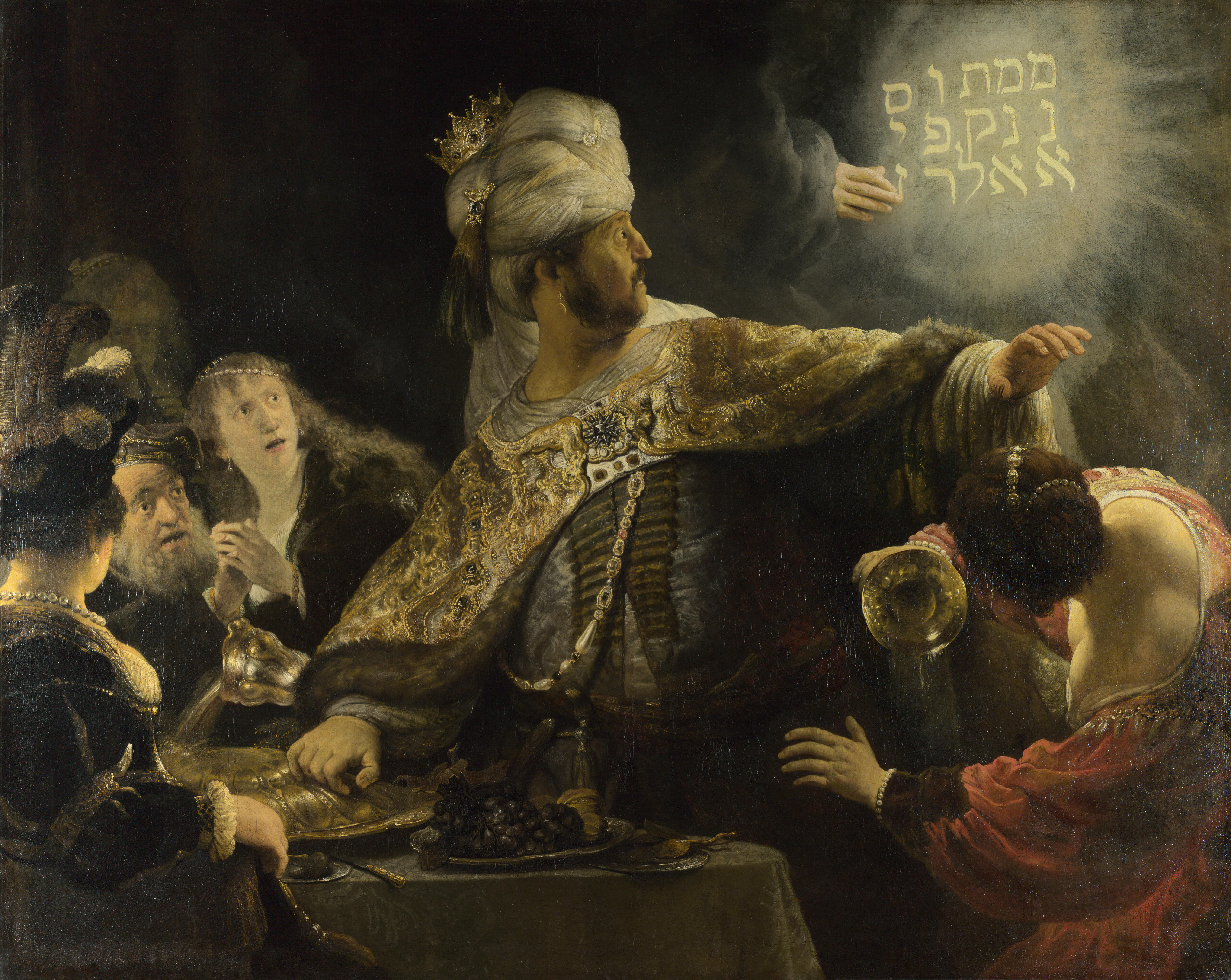
Rembrandt van Rijn: Das Gastmahl des Belsazar, 1635–1638, Öl auf Leinwand, 167,6 × 209,2 cm, National Gallery, London
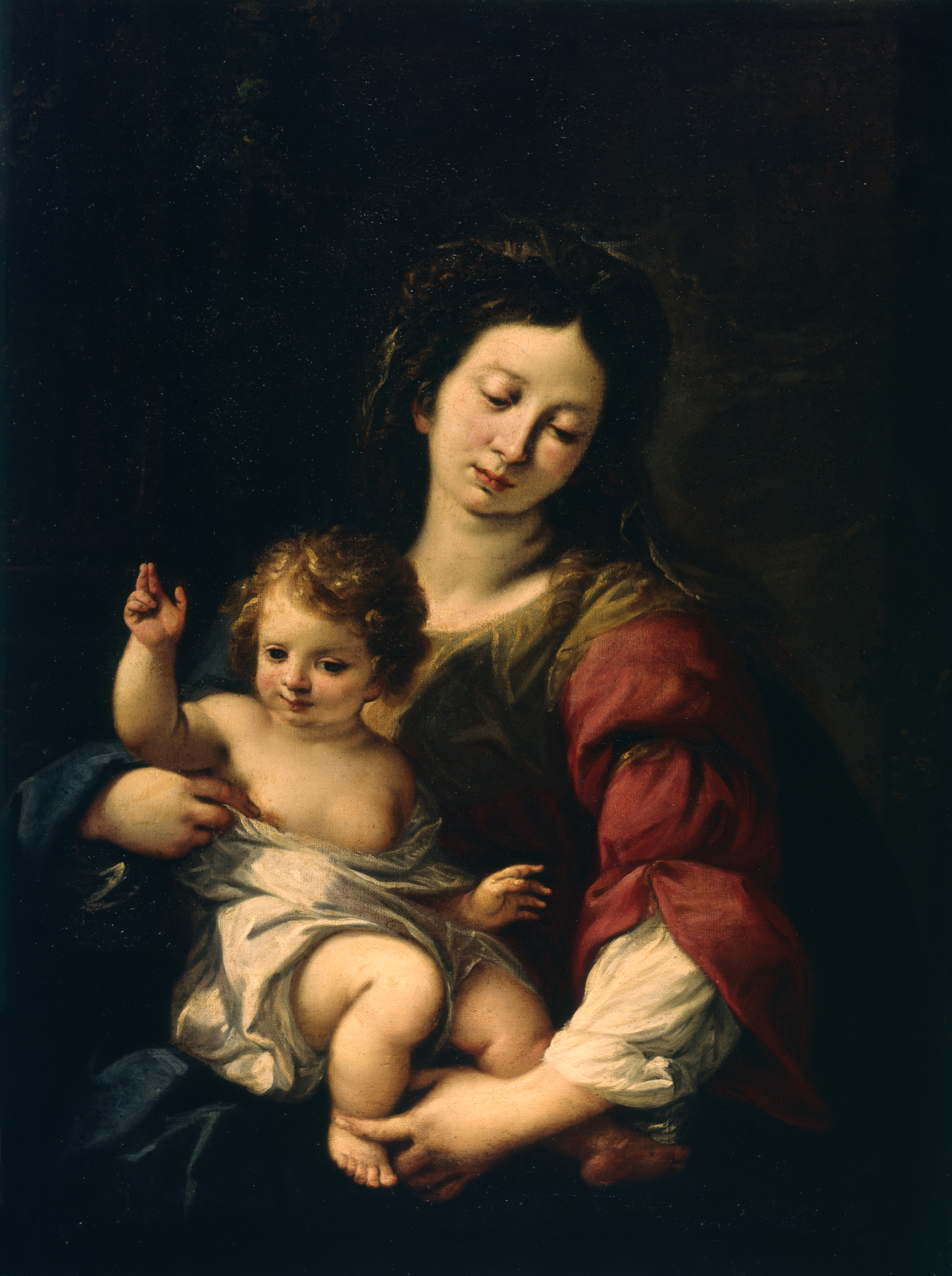
Carlo Francesco Nuvolone: Madonna und Kind, um 1640–1660, Walters Art Museum, Baltimore (Maryland)
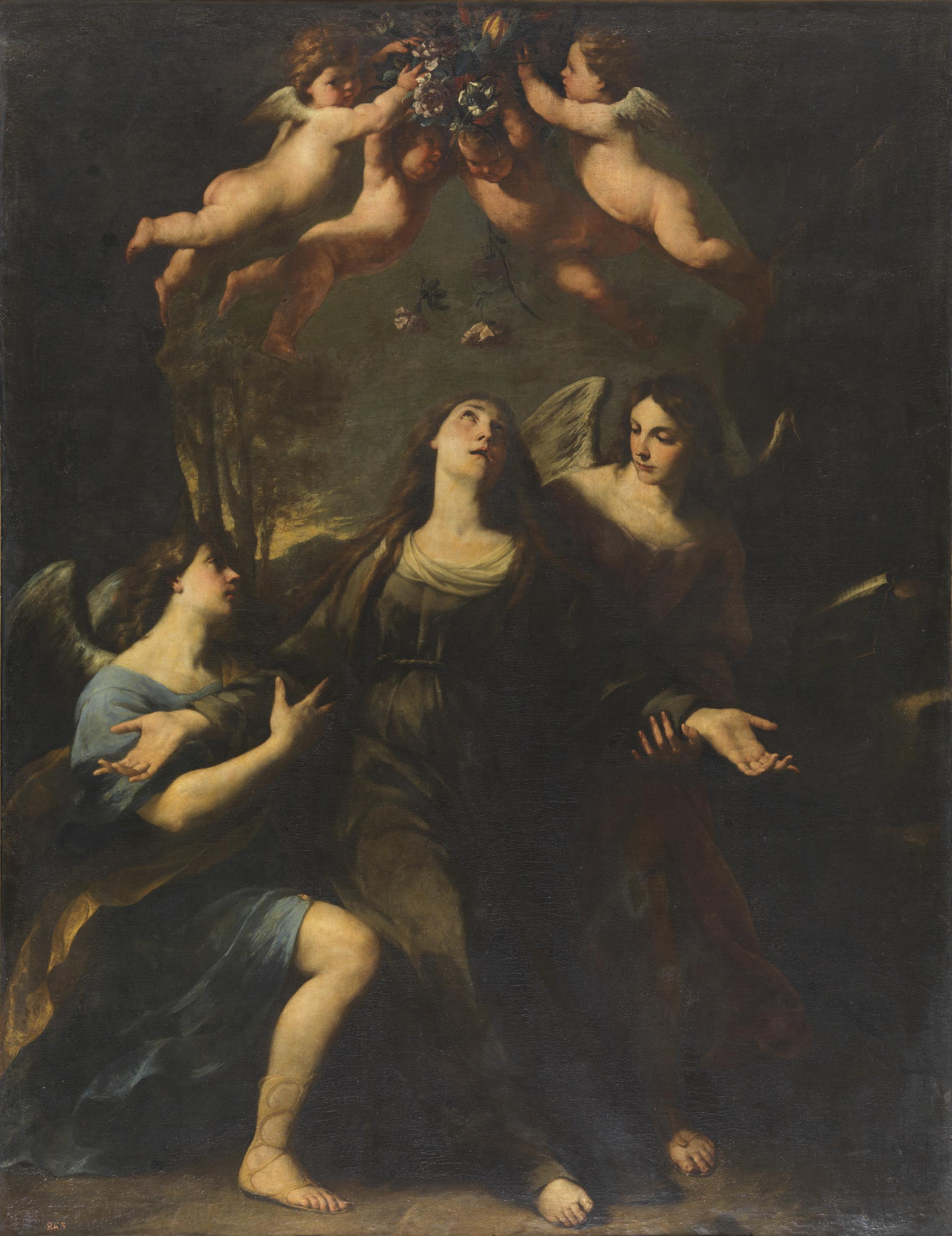
Andrea Vaccaro: Die hl. Rosalia von Palermo, ca. 1650–1667, Öl auf Leinwand, 228 × 179 cm, Prado, Madrid
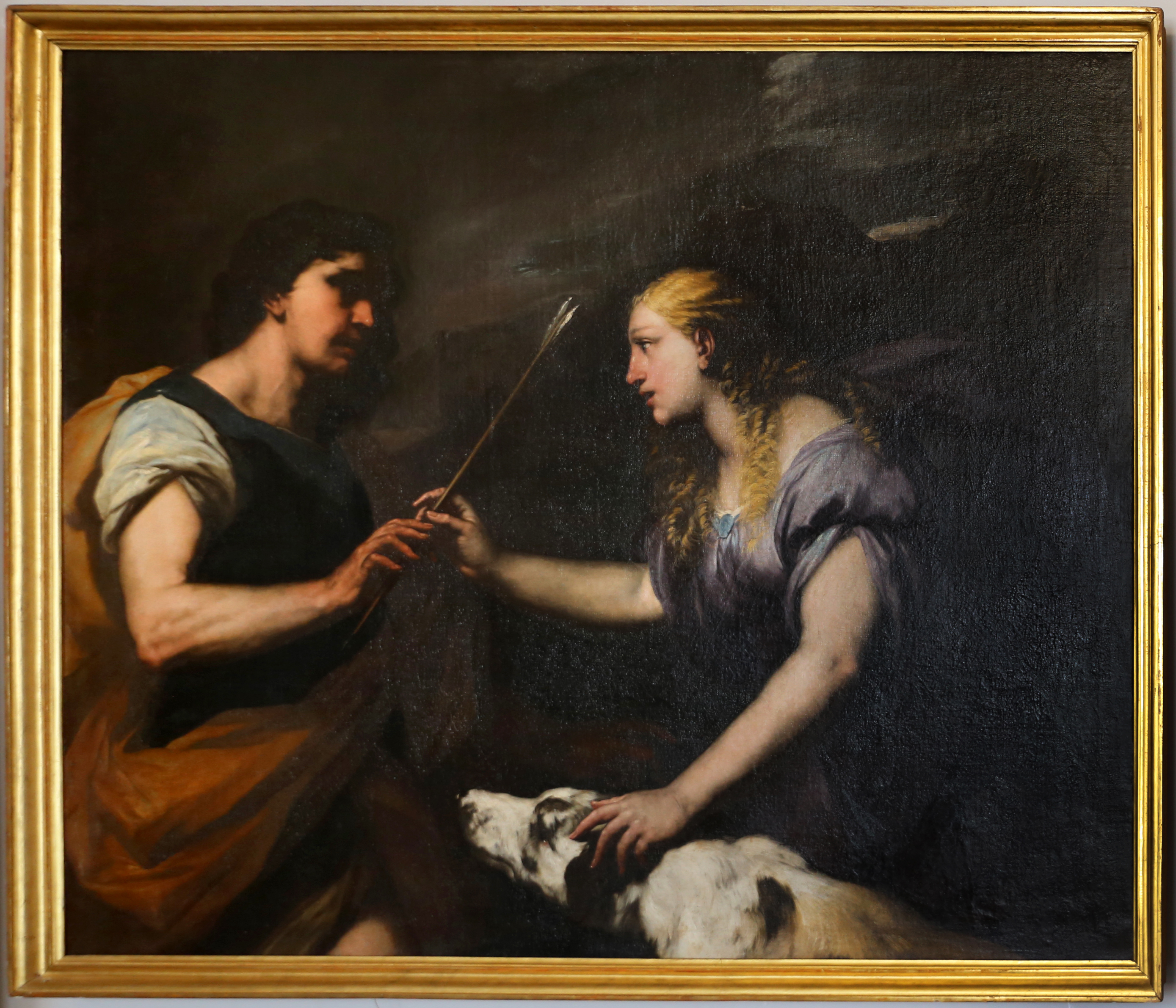
Luca Giordano: Kefalos und Prokris, um 1660–1665 (?), Pinacoteca Querini Stampalia, Venedig
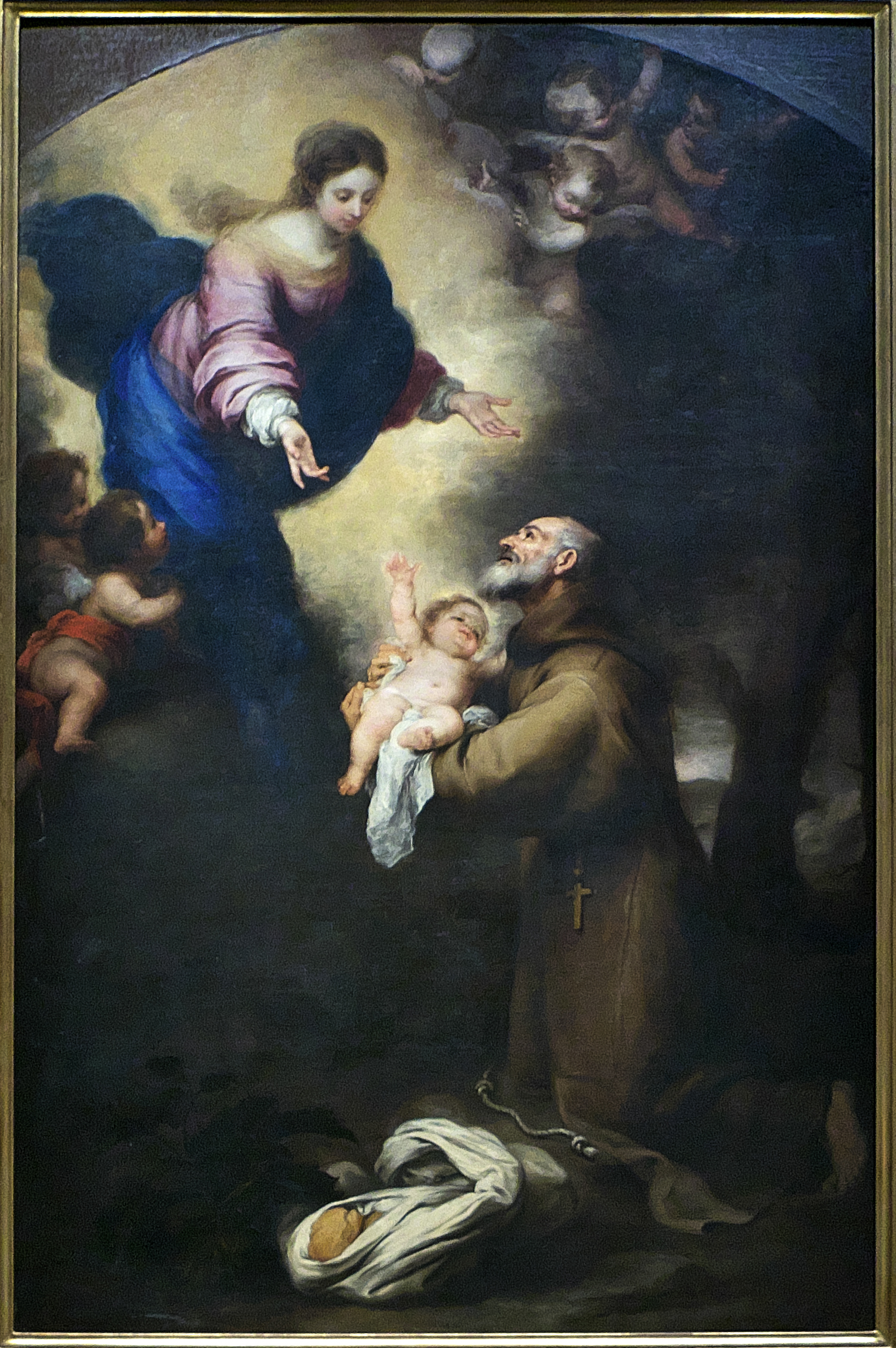
Bartolomé Esteban Murillo: Der hl. Félix Cantalicio mit der Madonna und dem Jesulein, 1668–1669, Museo de Bellas Artes de Sevilla
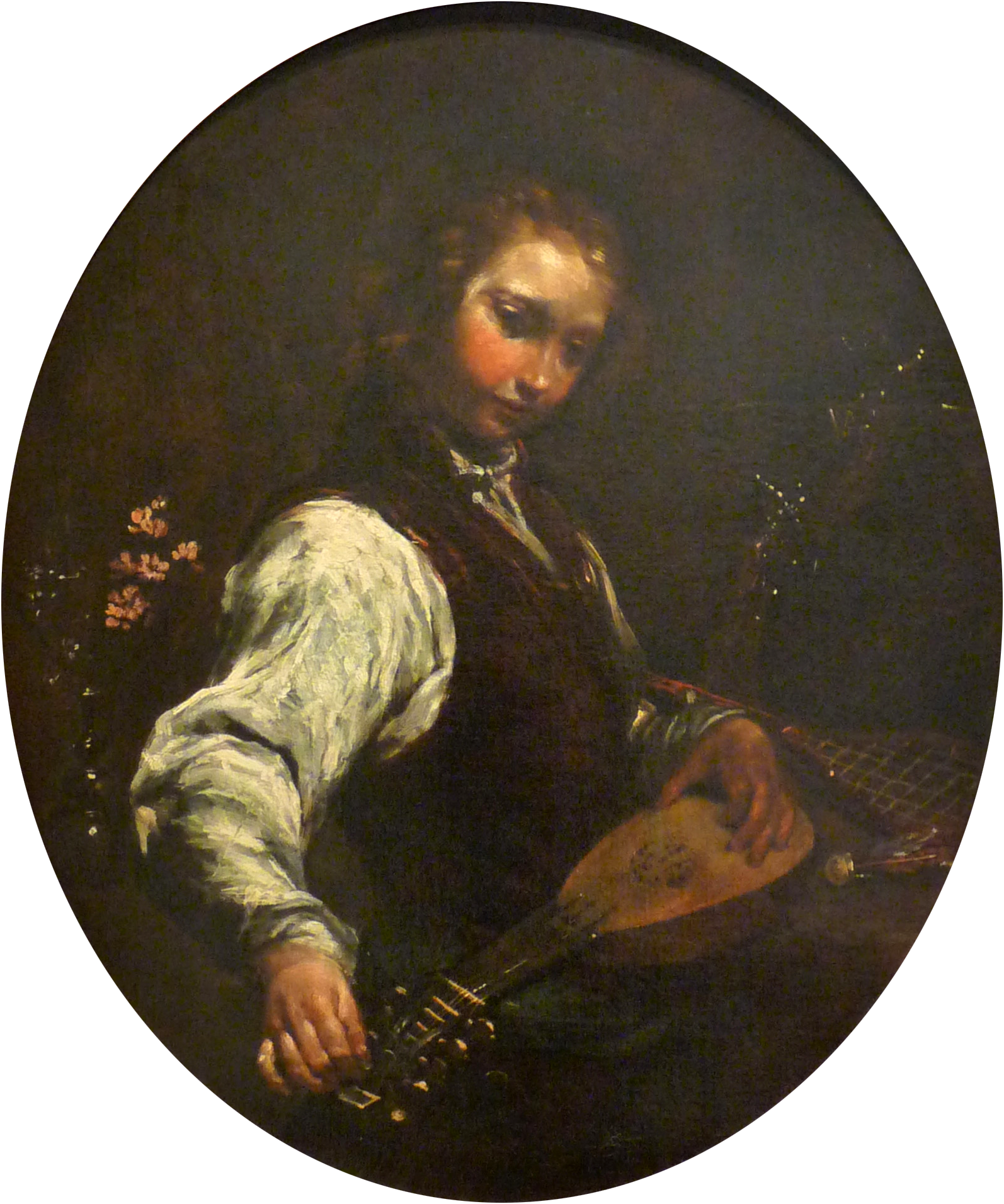
Giuseppe Maria Crespi: Der Pandurina-Spieler, Musée des Beaux-Arts, Strasbourg
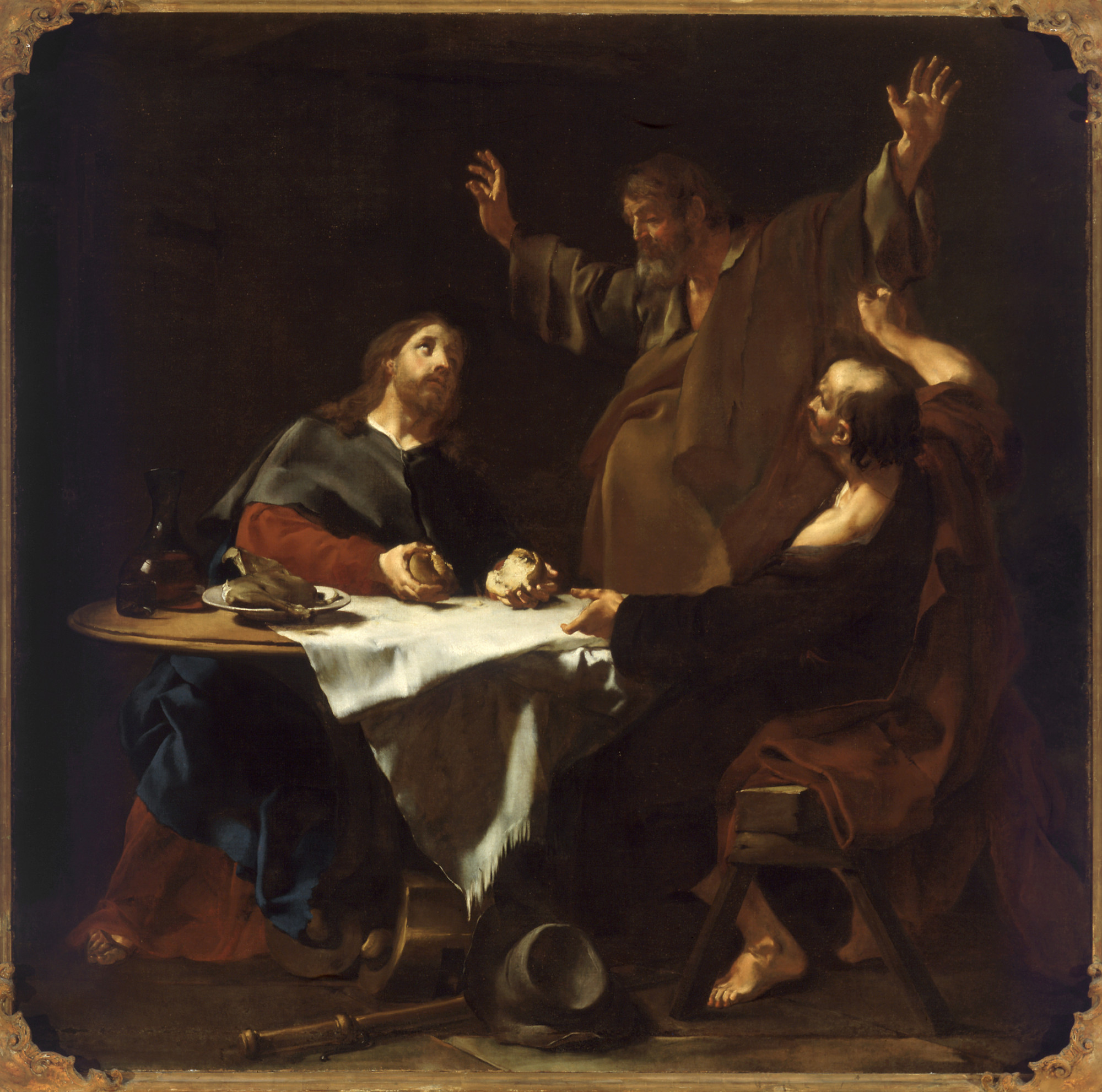
Giambattista Piazzetta: Gastmahl in Emmaus, um 1720, Musei civici degli Eremitani, Padua
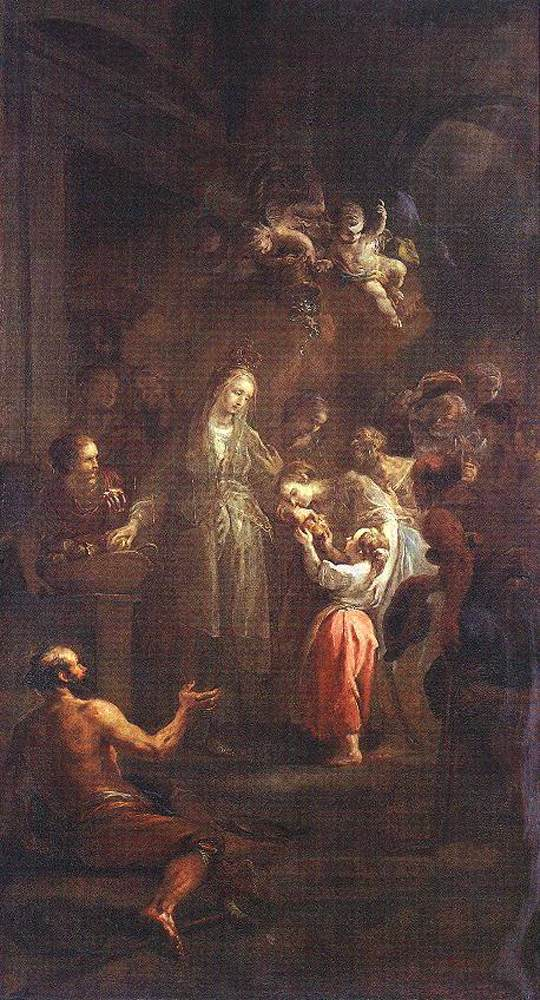
Martin Johann Schmidt („Kremser Schmidt“): Die hl. Elisabeth verteilt Almosen, um 1778, Gemeindekirche von Veresegyház (Ungarn)